# Aeroportul The Pas
Aeroportul The Pas (IATA: YQD, ICAO: CYQD) este un aeroport din Manitoba, Canada.
Situat la o altitudine de 271 m, aeroportul dispune de 1 pistă.

## Infrastructură

### Piste
Aeroportul dispune de o singură pistă. Pista are orientarea 13/31. 